# Charlotta Richardy
Christina Charlotta Richardy, född 1751 i Halmstad, död 1831, var en svensk textilfabrikör och Halmstads första kvinnliga företagare. 

## Biografi
Charlotta Richardy föddes som dotter till rådmannen och postmästaren Albrecht Friedrich Richardson i Halmstad, som då var en stor stapelstad. Ogifta kvinnor var enligt 1734 års lag omyndiga, men Richardy blev myndigförklarad 1786 efter ansökan till kungen om att "sig och sin egendom själv råda och förestå". Detta var något ogifta affärskvinnor i princip var tvungna att göra, men en sådan ansökan blev i regel oftast bifallen. Hon kunde därefter sköta sina egna affärer. 
Richardy hamnade i konflikt med Halmstads hökare sedan hon låtit köpa upp färsk lax, rökt och sålt den. Hon beskrivs som mycket verbal och lyckades försvara sin affärsverksamhet så väl att skrået inte lyckades hindra den. Hon ansökte sedan om burskap. Det var inte omöjligt, men svårt för en ogift kvinna att få burskap, och då hon nekades ett sådant ansökte hon om bifall om ett sådant hos kungen. Denne vägrade dock att lägga sig i saken. Trots detta lyckades Richardy till slut få burskap i Halmstad. 

### Manufaktur
Sedan hon vunnit burskap övertog hon kontraktet på leverans av stövlar och strumpor till armén, som fram till dess hade tillhört Magnus och Birgitta Durells förläggarverksamhet i Laholm (senast Magdalena Eleonora Meck) och fick därmed tillstånd att importera och sälja ull från Köpenhamn. 
För stöveltillverkning stötte hon sig med skomakarskrået genom att engagera skomakare från landsbygden. Mellan 1805 och 1822 drev hon klädesfabrik från sin gård Tolarp i Snöstorps socken utanför staden, med stampverk och färgeri. En del av ullen delades ut för hemproduktion, men mycket av arbetet skedde i hennes textilfabrik. Under Finska kriget 1808–1809 gjorde hon goda affärer med den behövande armén. 
Hon köpte också upp hemmagjort kläde från allmogens husmödrar, som såldes till armén. Tack vare att hon genom att engagera den halländska allmogen som underleverantörer hade skapat en bred sysselsättning i trakten fick hon 1810 bidrag till utvidgning av manufakturfonden. Fabriken brann ned 1815, och eftersom de senaste årens lågkonjunktur hade minskat lönsamheten kunde hon inte få bidrag att återställa den helt. Verksamheten lades slutgiltigt ned 1822. Året därpå övertogs hennes kontrakt av Wallbergs Fabriks AB. 
Hennes karriär betraktas som en pionjärgärning, och efterföljande fabrikörer i Halland fortsatte traditionen med ullberedning och klädesfabrik med allmogen som underleverantörer. Hon var då den enda kvinnliga storföretagaren i Halmstad – de enda andra kvinnor som var inblandade i större affärer var Anna Kollberg och Helena Stjernström, som var delägare i stadens såpfabrik.

### Privatliv
Richardy blev år 1800 den första kvinnliga ledamoten av Patriotiska Sällskapet, som hade grundats 1766 för att främja jordbruk och industri. Hon valdes till stor del för sin verksamhet som leverantör till armén. Richardy deltog aktivt i sällskapets verksamhet, och bekostade även själv belöningar: 1804 gav hon Kerstin Persdotter i Bröten, Tönnersjö, en silverkedja för 16 års strumpstickning, och 1805 Anna Falck i Sibbarp en silverbägare för hennes kunskaper i benbrottsläkning. Richardy betraktades som excentrisk, och var känd för sin vana att bära med sig en pistol från sina affärsresor ensam på den halländska landsbygden.

## Eftermäle
Carl Christoffer Gjörwell den äldre beskrev henne: 
"Manhaftig Dame af reslig Växt och starka Krafter, till åtbörd som en Karl. Hon är ett Fruntimmer omkring 50 år, bor i Halmstad, drifver handel, reser ofta up, äfven för att bevaka sin fordringar hos Kgl M:t och Kronan. Jag har icke sett hennes Like, förgäter icke vårt första samtal, den modiga Upsynen, den sträckta armen, den omtalade Pistolen..."